# Aroana
Aroana is een geslacht van vlinders van de familie Uilen (Noctuidae), uit de onderfamilie Acontiinae.

## Soorten
- A. baliensis Hampson, 1918
- A. cingalensis Walker, 1865
- A. olivacea Bethune-Baker, 1906
- A. porphyrea Hampson, 1918
- A. rubra Bethune-Baker, 1906